# 절멸의 소용돌이

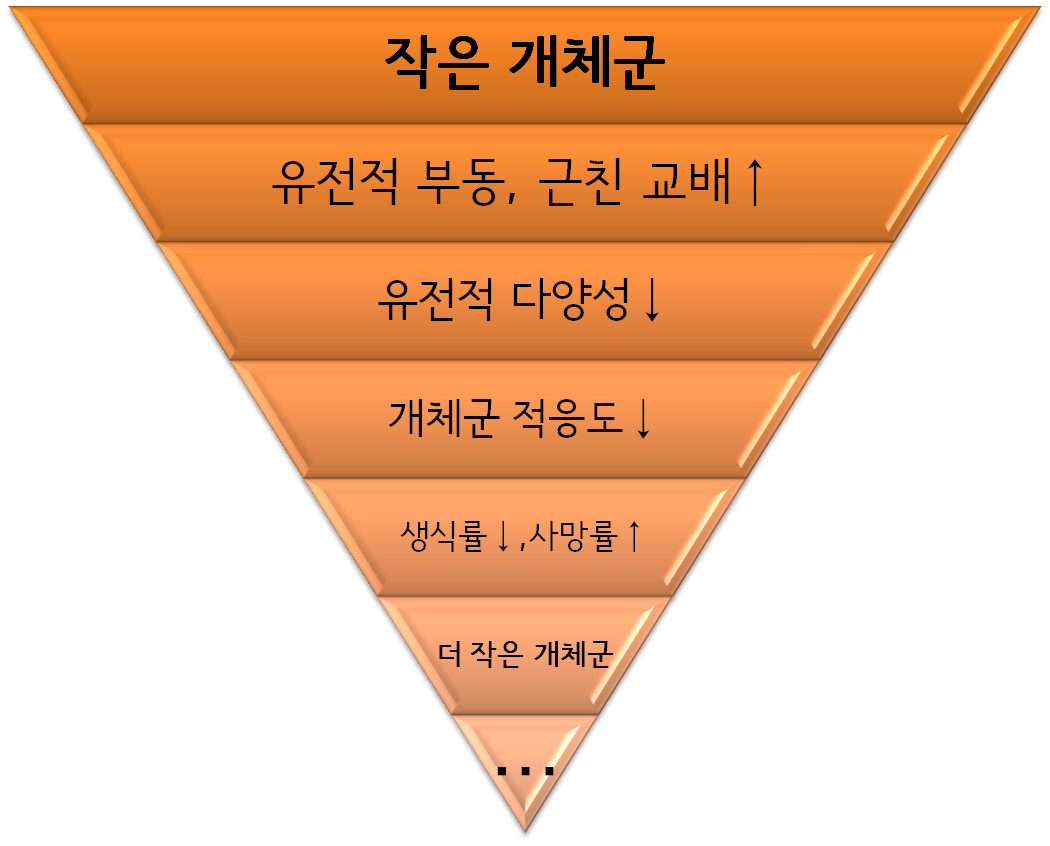
작은 개체군이 절멸의 소용돌이에 휘말리는 것을 나타낸 그림

절멸의 소용돌이(Extinction Vortex)는 개체군이 절멸하기까지의 과정을 원인을 통해 분류하여 나타내는 모형으로 1986년 M.E.Gilpin과 M.E.Soule에 의해 제기되었다.

## 종류
- R 소용돌이: R 소용돌이는 작은 개체군의 크기와 가변성(variability)의 증가에 의해 시작된다. 이 두 요인은 개체군 증가를 방해하여 개체군의 크기를 더 줄이며 가변성을 더 증가시킨다.
- D 소용돌이: D 소용돌이는 넓은 공간에 높은 가변성을 지닌 작은 개체군이 분포할 때 시작된다. 넓은 공간에 적은 수의 개체가 분포하기 때문에 양성피드백에 의해 점차 개체군의 크기가 작아지는 현상이다.
- F 소용돌이: F 소용돌이는 개체군의 크기가 감소하며 대립유전자가 점차 소실되어 유전자 부동이 증가하고 근친교배가 증가하는 현상이다.
- A 소용돌이: A 소용돌이는 유전자 부동에 의해 개체군이 유전적 다양성을 소실하는 과정이다.

## 내용
절멸의 소용돌이는 한 개체군이 어떠한 요인에 의해 그 수가 줄어들 때, 일정 수준 이하의 개체수를 가지게 되면 생기는 일을 설명한 것이다. 개체수가 너무 줄어든 개체군은 유전적 다양성이 감소하여 생존하기 어려워지고 결국 절멸하거나 개체군의 크기가 더 줄어들게 된다. 이 과정이 반복되면서 개체군의 멸종 가능성을 증가시킨다.
이를 위 종류에 맞추어 해석하면 다음과 같다. 초기의 두 단계(R, D)는 교란, 오염, 서식처의 상실 같은 환경적인 요인들로서 생태계 및 군락의 수준에서 절멸을 다루고 후기의 두 단계(F, A)는 자식약세 (근친교배에 의한 세력약화), 타배약세 (외부 계통과 교배를 통한 세력약화) 및 유전자 부동 같은 유전적 요인들을 통해 절멸을 설명한다.

## 같이 보기
- 절멸